# شرکت اکتشاف و تولید کزمونای‌گس
شرکت اکتشاف و تولید کزمونای‌گس (انگلیسی: KazMunaiGas Exploration Production) شرکت اکتشاف و تولید نفت و گاز قزاقستانی است، که در سال ۲۰۰۴ توسط شرکت کزمونای‌گس تأسیس شد.